# Tielt-Anvers-Tielt
Tielt-Anvers-Tielt est une ancienne course cycliste belge, organisée de 1938 à 1977 entre Tielt et Anvers, villes situées en région flamande.

## Palmarès
| Année | Vainqueur                | Deuxième                  | Troisième             |
| ----- | ------------------------ | ------------------------- | --------------------- |
| 1938  | Louis Hardiquest         | Petrus Van Theemsche (nl) | Albert Beirnaert (nl) |
| 1939  | Marcel Claeys (nl)       | Aloïs Delchambre          | Gerard Delepeleire    |
| 1945  | Briek Schotte            | Omer Mommerency           | Lode Poels            |
| 1946  | Maurice Van Herzele (nl) | Joseph Moerenhout         | Albert Sercu          |
| 1947  | Frans Knaepkens          | Maurice Meersman (nl)     | Achiel Buysse         |
| 1948  | André Maelbrancke        | Lucien Mathys (nl)        | Constant Lauwers      |
| 1949  | André Maelbrancke        | Jerôme De Jaeger          | André Pieters         |
| 1958  | Gabriel Borra            | Frans Van Looveren        | Marcel Rijckaert      |
| 1959  | Rik Van Looy             | Willy Truye               | Julien Pascal         |
| 1960  | Leon Van Daele           | Marcel Rijckaert          | Léopold Rosseel       |
| 1961  | Jaak De Boever           | Marcel Seynaeve           | Noël Foré             |
| 1962  | Jaak De Boever           | Clément Roman             | Oswald Declercq       |
| 1963  | Roland Aper              | Oswald Declercq           | Walter Boucquet       |
| 1964  | Jaak De Boever           | Oswald Declercq           | Roger De Coninck      |
| 1965  | Walter Boucquet          | Jaak De Boever            | Walter Godefroot      |
| 1966  | Jaak De Boever           | Gustaaf De Smet           | Robert Lelangue       |
| 1967  | Roger Blockx             | Herman Van Loo            | Antoon Houbrechts     |
| 1968  | Willy Donie              | Herman Van Loo            | Roland Van De Rijse   |
| 1977  | Graham Jones             |                           |                       |